# Лёгкая атлетика на летней Спартакиаде народов СССР 1967
Соревнования по лёгкой атлетике на IV летней Спартакиаде народов СССР проходили с 28 июля по 1 августа 1967 года в Москве на Центральном стадионе имени В. И. Ленина. Состязания одновременно имели статус 39-го чемпионата СССР по лёгкой атлетике. На протяжении пяти дней был разыгран 41 комплект медалей.
В 1967 году после 15-летнего перерыва в программу национального чемпионата вернулась дистанция 1500 метров среди женщин. Новоиспечённая чемпионка страны в этом виде Тамара Дунайская установила новый рекорд СССР — 4.20,7.
Ещё одно всесоюзное достижение повторил Игорь Фельд в прыжке с шестом, взявший высоту 5,15 м. Действующий рекордсмен и победитель четырёх предыдущих национальных первенств Геннадий Близнецов остался на втором месте.
Эстонец Март Паама в метании копья не позволил Янису Лусису выиграть шестой подряд титул чемпиона СССР. Спортсмен из Тарту во второй раз в карьере стал сильнейшим в стране, спустя семь лет после первого успеха.
Ещё более впечатляющая серия подошла к концу в беге на 110 метров с барьерами. Анатолий Михайлов, побеждавший на чемпионатах Советского Союза десять лет подряд, в этот раз финишировал только вторым. Опередить многолетнего лидера сборной страны смог Виктор Балихин из Бреста.
Только два легкоатлета смогли защитить звания победителей Спартакиады, добытые 4 годами ранее. Эдвин Озолин вновь стал лучшим в беге на 200 метров с барьерами, а Игорь Тер-Ованесян на третьей Спартакиаде подряд выиграл прыжок в длину.
Соревнования чемпионата СССР по кроссу прошли 26 февраля в Ессентуках (не входили в программу IV летней Спартакиады народов СССР).

## Командное первенство
Впервые в истории победу в командном зачёте Спартакиады одержала сборная РСФСР.
| Место | Команда             |
| ----- | ------------------- |
| 1     | РСФСР               |
| 2     | Москва              |
| 3     | Ленинград           |
| 4     | Украинская ССР      |
| 5     | Латвийская ССР      |
| 6     | Белорусская ССР     |
| 7     | Эстонская ССР       |
| 8     | Казахская ССР       |
| 9     | Грузинская ССР      |
| 10    | Литовская ССР       |
| 11    | Узбекская ССР       |
| 12    | Киргизская ССР      |
| 13    | Молдавская ССР      |
| 14    | Азербайджанская ССР |
| 15    | Армянская ССР       |
| 16    | Таджикская ССР      |
| 17    | Туркменская ССР     |

## Призёры

### Мужчины
| Дисциплина             | Золото                                                               | Золото           | Серебро                                                                               | Серебро          | Бронза                                                                               | Бронза           |
| ---------------------- | -------------------------------------------------------------------- | ---------------- | ------------------------------------------------------------------------------------- | ---------------- | ------------------------------------------------------------------------------------ | ---------------- |
| 100 м                  | Владислав Сапея Белорусская ССР Гомель                               | 10,5             | Амин Туяков Казахская ССР Алма-Ата                                                    | 10,6             | Анатолий Костин Грузинская ССР Сухуми                                                | 10,6             |
| 200 м                  | Амин Туяков Казахская ССР Алма-Ата                                   | 21,5             | Николай Политико Ленинград                                                            | 21,6             | Александр Лебедев Москва                                                             | 21,6             |
| 400 м                  | Борис Савчук Ленинград                                               | 46,9             | Александр Иванов Ленинград                                                            | 47,2             | Николай Шкарников Украинская ССР Киев                                                | 47,5             |
| 800 м                  | Сергей Крючёк Ленинград                                              | 1.47,5           | Михаил Желобовский Белорусская ССР Минск                                              | 1.47,7           | Игорь Потапченко Ленинград                                                           | 1.48,3           |
| 1500 м                 | Олег Райко Ленинград                                                 | 3.47,7           | Игорь Потапченко Ленинград                                                            | 3.47,8           | Вадим Михайлов Ленинград                                                             | 3.48,0           |
| 5000 м                 | Геннадий Хлыстов Латвийская ССР Рига                                 | 13.39,2          | Леонид Микитенко Казахская ССР Алма-Ата                                               | 13.42,8          | Анатолий Макаров РСФСР Свердловск                                                    | 13.43,2          |
| 10 000 м               | Геннадий Хлыстов Латвийская ССР Рига                                 | 28.27,8          | Леонид Микитенко Казахская ССР Алма-Ата                                               | 28.34,8          | Николай Свиридов РСФСР Воронеж                                                       | 28.37,4          |
| Марафон                | Михаил Горелов РСФСР Ульяновск                                       | 2:22.16,0        | Владимир Трубинов РСФСР Свердловск                                                    | 2:22.22,4        | Борис Дергачёв Азербайджанская ССР Баку                                              | 2:22.31,8        |
| 3000 м с препятствиями | Виктор Кудинский Украинская ССР Киев                                 | 8.42,2           | Лазарь Народицкий Ленинград                                                           | 8.42,8           | Иван Беляев Украинская ССР Днепропетровск                                            | 8.43,8           |
| 110 м с барьерами      | Виктор Балихин Белорусская ССР Брест                                 | 14,0             | Анатолий Михайлов Ленинград                                                           | 14,1             | Валентин Чистяков Москва                                                             | 14,2             |
| 200 м с барьерами      | Эдвин Озолин Ленинград                                               | 23,0             | Эдвин Загерис Латвийская ССР Рига                                                     | 23,1             | Алексей Алтухов Москва                                                               | 23,1             |
| 400 м с барьерами      | Эдвин Загерис Латвийская ССР Рига                                    | 50,9             | Владимир Булатов Украинская ССР Киев                                                  | 51,8             | Анатолий Казаков Казахская ССР Алма-Ата                                              | 52,1             |
| Прыжок в высоту        | Валентин Гаврилов Москва                                             | 2,12 м           | Виктор Большов Молдавская ССР Кишинёв                                                 | 2,09 м           | Александр Бакуменко Ленинград                                                        | 2,09 м           |
| Прыжок с шестом        | Игорь Фельд Ленинград                                                | 5,15 м           | Геннадий Близнецов Украинская ССР Харьков                                             | 5,00 м           | Юрий Волков Украинская ССР Донецк                                                    | 4,90 м           |
| Прыжок в длину         | Игорь Тер-Ованесян Москва                                            | 7,93 м           | Виктор Санеев Грузинская ССР Сухуми                                                   | 7,80 м           | Герман Климов Москва                                                                 | 7,63 м           |
| Тройной прыжок         | Николай Дудкин Москва                                                | 16,56 м          | Виктор Кравченко РСФСР Ростов-на-Дону                                                 | 16,46 м          | Владимир Куркевич Белорусская ССР Минск                                              | 16,45 м          |
| Толкание ядра          | Николай Карасёв Москва                                               | 19,20 м          | Эдуард Гущин РСФСР Московская область                                                 | 19,19 м          | Валерий Войкин Ленинград                                                             | 17,87 м          |
| Метание диска          | Витаутас Ярас Литовская ССР Вильнюс                                  | 58,08 м          | Вячеслав Светайло Ленинград                                                           | 56,44 м          | Каупо Метсур Эстонская ССР Таллин                                                    | 55,62 м          |
| Метание молота         | Ромуальд Клим Белорусская ССР Минск                                  | 68,20 м          | Геннадий Кондрашов РСФСР Московская область                                           | 66,32 м          | Владимир Трибунский РСФСР Московская область                                         | 65,34 м          |
| Метание копья          | Март Паама Эстонская ССР Тарту                                       | 83,80 м          | Янис Лусис Латвийская ССР Рига                                                        | 81,42 м          | Вячеслав Горовой Москва                                                              | 79,48 м          |
| Десятиборье*           | Рейн Аун Эстонская ССР Тарту                                         | 7622 очка (7457) | Виктор Михальченко РСФСР Краснодар                                                    | 7542 очка (7384) | Янис Ланка Латвийская ССР Рига                                                       | 7364 очка (7208) |
| Ходьба на 20 км        | Вениамин Солдатенко Казахская ССР Алма-Ата                           | 1:28.34,4        | Геннадий Солодов РСФСР Омск                                                           | 1:28.34,4        | Владимир Голубничий Украинская ССР Сумы                                              | 1:28.54,0        |
| Ходьба на 50 км        | Геннадий Агапов РСФСР Свердловск                                     | 4:05.46,6        | Игорь Делла-Росса Грузинская ССР Тбилиси                                              | 4:06.08,4        | Александр Щербина Грузинская ССР Тбилиси                                             | 4:06.41,0        |
| Эстафета 4×100 м       | Москва Алексей Алтухов Борис Зубов Александр Лебедев Сергей Абалихин | 40,4             | РСФСР · Виктор Критинин · Виктор Андреев · Игорь Хлопов · Николай Иванов              | 40,7             | Ленинград Олег Александров Юрий Блинов Николай Политико Эдвин Озолин                 | 40,8             |
| Эстафета 4×400 м       | Ленинград Юрий Петров Юрий Зорин Александр Иванов Борис Савчук       | 3.10,0           | Грузинская ССР · Заур Саркисян · Анатолий Андреев · Тариэл Бахтадзе · Юрий Козельский | 3.10,8           | РСФСР · Александр Устьянцев · Валерий Соковнин · Владимир Омётов · Евгений Борисенко | 3.11,8           |

* Для определения победителя в соревнованиях десятиборцев использовалась старая система начисления очков. Пересчёт с использованием современных таблиц перевода результатов в баллы приведён в скобках.

### Женщины
| Дисциплина                                   | Золото                                                                             | Золото     | Серебро                                                                                 | Серебро   | Бронза                                                                                        | Бронза    |
| -------------------------------------------- | ---------------------------------------------------------------------------------- | ---------- | --------------------------------------------------------------------------------------- | --------- | --------------------------------------------------------------------------------------------- | --------- |
| 100 м                                        | Вера Попкова РСФСР Челябинск                                                       | 11,7       | Галина Бухарина Москва                                                                  | 11,8      | Людмила Григорьева РСФСР Калинин                                                              | 11,9      |
| 200 м                                        | Людмила Самотёсова РСФСР Брянск                                                    | 23,9       | Вера Попкова РСФСР Челябинск                                                            | 23,9      | Людмила Григорьева РСФСР Калинин                                                              | 24,4      |
| 400 м                                        | Людмила Самотёсова РСФСР Брянск                                                    | 53,9       | Ингрида Вербеле Латвийская ССР Лиепая                                                   | 55,1      | Лайне Эрик Эстонская ССР Тарту                                                                | 55,4      |
| 800 м                                        | Лайне Эрик Эстонская ССР Тарту                                                     | 2.06,0     | Тамара Дунайская Украинская ССР Киев                                                    | 2.06,1    | Каталина Продан Москва                                                                        | 2.06,2    |
| 1500 м                                       | Тамара Дунайская Украинская ССР Киев                                               | 4.20,7     | Алла Колесникова Москва                                                                 | 4.21,4    | Людмила Брагина РСФСР Краснодар                                                               | 4.22,2    |
| 80 м с барьерами                             | Людмила Иевлева Грузинская ССР Тбилиси                                             | 10,9       | Хельги Мяги Эстонская ССР Тарту                                                         | 10,9      | Вера Корсакова Киргизская ССР Фрунзе                                                          | 10,9      |
| 100 м с барьерами (высота барьеров: 76,2 см) | Валентина Большова Молдавская ССР Кишинёв                                          | 13,5       | Лидия Алфеева Москва                                                                    | 13,7      | Лидия Черенева Москва                                                                         | 13,7      |
| 200 м с барьерами                            | Валентина Большова Молдавская ССР Кишинёв                                          | 27,2       | Лидия Черенева Москва                                                                   | 27,6      | Роза Бабич Узбекская ССР Чирчик                                                               | 32,5      |
| Прыжок в высоту                              | Антонина Окорокова РСФСР Ярославль                                                 | 1,76 м     | Клара Пушкарёва РСФСР Московская область                                                | 1,73 м    | Таисия Ченчик Москва                                                                          | 1,73 м    |
| Прыжок в длину                               | Татьяна Талышева Москва                                                            | 6,30 м     | Хелена Ринга Латвийская ССР Рига                                                        | 6,22 м    | Любовь Старостенко Украинская ССР Запорожье                                                   | 6,13 м    |
| Толкание ядра                                | Надежда Чижова Ленинград                                                           | 17,50 м    | Галина Зыбина Ленинград                                                                 | 17,01 м   | Ирина Солонцова Москва                                                                        | 15,94 м   |
| Метание диска                                | Людмила Муравьёва Москва                                                           | 55,18 м    | Антонина Попова Ленинград                                                               | 52,44 м   | Ольга Титова РСФСР Новосибирск                                                                | 52,06 м   |
| Метание копья                                | Мария Москаленко Ленинград                                                         | 55,84 м    | Елена Горчакова Москва                                                                  | 54,94 м   | Бируте Каледене Литовская ССР Каунас                                                          | 53,04 м   |
| Пятиборье                                    | Валентина Тихомирова РСФСР Орёл                                                    | 4946 очков | Мария Сизякова РСФСР Иваново                                                            | 4682 очка | Валентина Шапкина Украинская ССР Киев                                                         | 4682 очка |
| Эстафета 4×100 м                             | Москва Галина Бухарина Галина Митрохина Наталья Николаева Надежда Скельсара        | 46,1       | РСФСР · Наталья Романова · Маргарита Тёткина · Елена Гаврилова · Татьяна Завалихина     | 46,3      | Украинская ССР · Галина Зарубина · Лариса Зленко · Нина Медведева · Лилия Ткаченко            | 46,7      |
| Эстафета 4×200 м                             | РСФСР · Людмила Григорьева · Татьяна Арнаутова · Людмила Самотёсова · Вера Попкова | 1.35,3     | Латвийская ССР · Сильвия Лейнгарде · Вирдтиния Зондака · Ингрида Вербеле · Анна Дундаре | 1.38,9    | Киргизская ССР · Людмила Лаврова · Валентина Чичаева · Татьяна Курганова · Александра Древина | 1.39,5    |

## Чемпионат СССР по кроссу
Чемпионат СССР по кроссу 1967 года состоялся 26 февраля в Ессентуках, РСФСР.

### Мужчины
| Дисциплина  | Золото                           | Золото  | Серебро                                     | Серебро | Бронза                                      | Бронза  |
| ----------- | -------------------------------- | ------- | ------------------------------------------- | ------- | ------------------------------------------- | ------- |
| Кросс 5 км  | Кестутис Орентас Динамо Вильнюс  | 14.41,2 | Анатолий Макаров Советская Армия Свердловск | 14.41,4 | Лазарь Народицкий Советская Армия Ленинград | 14.42,0 |
| Кросс 14 км | Леонид Микитенко Динамо Алма-Ата | 42.12,2 | Анатолий Безделов Динамо Московская область | 42.34,0 | Виктор Кузин Труд Ульяновск                 | 42.46,4 |

### Женщины
| Дисциплина | Золото                                     | Золото  | Серебро                                      | Серебро | Бронза                                 | Бронза  |
| ---------- | ------------------------------------------ | ------- | -------------------------------------------- | ------- | -------------------------------------- | ------- |
| Кросс 1 км | Надежда Серопегина Динамо Москва           | 3.05,0  | Каталина Продан Спартак Москва               | 3.06,2  | Зинаида Стеценко Динамо Киев           | 3.06,3  |
| Кросс 2 км | Алла Ерёмина Спартак Московская область    | 6.34,8  | Тамара Дунайская Советская Армия Киев        | 6.35,2  | Вера Муханова Спартак Москва           | 6.36,8  |
| Кросс 3 км | Тамара Бабинцева Советская Армия Ленинград | 10.17,8 | Мария Савостьянова Динамо Московская область | 10.32,4 | Ирма Перман Советская Армия Свердловск | 10.34,0 |